# تسورو أوكي
تسورو أوكي (9 سبتمبر 1892 - 18 أكتوبر 1961) ممثلة مسرحية وسينمائية يابانية والممثلة الشعبية التي كانت الأكثر إنتاجا في عهد السينما الصامتة من عقد 1910 وخلال عقد 1920 الوظيفي - أوكي ربما كانت أول ممثلة الآسيوية لكسب أعلى الأجور في الأفلام السينمائية الأمريكية.

## روابط خارجية
- تسورو أوكي على موقع IMDb (الإنجليزية)
- تسورو أوكي على موقع أول موفي (الإنجليزية)
- تسورو أوكي على موقع قاعدة بيانات الفيلم (الإنجليزية)
- Tsuru Aoki at Women Film Pioneers Project
- Silent Era People
- New York Times movies